# 서울봉화초등학교
서울봉화초등학교(鳳和初等學校)는 대한민국 서울특별시 중랑구 신내로15길 110 (신내동)에 있는 초등학교다.

## 학교 연혁
- 1995년 1월 5일 설립인가
- 1995년 11월 10일 초대 지대창 교장 취임
- 1995년 12월 1일 개교(26학급 편성)
- 1996년 2월 19일 제1회 졸업식
- 1996년 2월 17일 신현초등학교 분리
- 1996년 9월 19일 개교식
- 1997년 5월 21일 급식실, 강당, 동관 6개 교실 준공
- 2026년 9월 19일 개교 30주년

## 참고 자료
- 서울봉화초등학교 - 한국교육학술정보원 학교알리미